# Sondershausen
Sondershausen est une ville située en République fédérale d'Allemagne dans le Land de Thuringe.
Sondershausen est traversée par la rivière Wipper, un affluent de l'Unstrut.

## Histoire
| Appartenances historiques Électorat de Mayence 1125-1213 Landgraviat de Thuringe 1213-1287 Électorat de Mayence 1287-1295 Comté d'Hohnstein 1295–1356 Comté de Schwarzbourg 1356–1599 Comté de Schwarzbourg-Sondershausen 1599–1697 Principauté de Schwarzbourg-Sondershausen 1697–1918 République de Weimar 1918–1933 Reich allemand 1933–1945 Allemagne occupée 1945–1949 République démocratique allemande 1949–1990 Allemagne 1990–présent |

Sondershausen fut mentionnée pour la première fois dans un document de 1125 sous l'administration de deux hommes de l'électorat de Mayence appelés Wydego et Remarus.
De 1552 à 1906, Sondershausen a été la capitale du comté, puis de la principauté de Schwarzbourg-Sondershausen.
Pendant la guerre de Sept Ans, elle a été le siège de la bataille de Sondershausen le 13 juillet 1758.

## Jumelages
La ville de Sondershausen est jumelée avec :
- Rolla (États-Unis) depuis 1998 ;
- Pecquencourt (France) ;
- Kazlų Rūda (Lituanie).

## Monuments
- Château de Sondershausen
- Ruines de l'abbaye de Dietenborn

## Personnalités liées à la ville
- Salomo Glassius (1593-1656), théologien luthérien.
- Mathilde de Hohenlohe-Öhringen princesse de Schwarzbourg-Sondershausen
- Ernst Anton Nicolai (1722-1802), médecin et chimiste, né à Sondershausen
- Rösli Spiess (1896-1974) musicienne.